# Marcin Lippa
Marcin Lippa (ur. 23 listopada 1938 w Bytomiu, zm. 19 września 2002 w Zdzieszowicach) – polski lekkoatleta, wioślarz, gimnastyk akrobatyczny i sportowy, sztangista, nauczyciel, działacz sportowy, społeczny i samorządowy związany ze Zdzieszowicami.

## Życiorys

### Rodzina i edukacja
Był synem Henryka Antoniego Lippa (1887-1957) i Anieli zd. Punde (1896-1989). Ojciec był sztygarem w kopalni w Bytomiu. Rodzice Anieli (Angeli), Carl Punde (1854-1914) i Viktoria zd. Schwierk (1862-1930) byli Niemcami. Jerzy Duda we wspomnieniu o Marcinie Lippa opisuje jego rodzinny dom jako tradycyjną, śląską rodzinę. Wielu członków rodziny, zarówno od strony ojca jak i matki, zostawało nauczycielami. W przyszłości Marcin Lippa także obierze tę drogę.
Na początku 1945 roku w wyniku działań wojennych Lippa zostali zmuszeni do opuszczenia rodzinnego domu. Schronili się wówczas na plebanii w Polskiej Nowej Wsi, gdzie proboszczem był brat Anieli, Gustaw Punde (1905-1972). Tu pozostali do 1947 roku. W tym czasie Lippa pobierał nauki u osiadłych tu repatriantów z Kresów Wschodnich.
W 1947 r. Lippa zamieszkali w Zdzieszowicach, w domu sióstr Anieli, które były nauczycielkami Szkoły Powszechnej. Marcin Lippa ukończył Szkołę Podstawową nr 1 w Zdzieszowicach, a następnie Liceum Ogólnokształcące w Gogolinie. W latach 1956–60 studiował w Wyższej Szkole Wychowania Fizycznego we Wrocławiu.

### Kariera sportowa
W trakcie studiów został członkiem Akademickiego Związku Sportowego Wrocław. Pomimo skromnych warunków fizycznych, uprawiał wioślarstwo i został sternikiem męskich osad dwójek, czwórek i ósemek. Przez kolejne cztery lata zdobył z tymi osadami 20 tytułów Mistrza Polski. Został powołany do reprezentacji Polski. Reprezentował klub i kraj na imprezach międzynarodowych m.in. w Berlinie, Hamburgu, Londynie, Wiedniu i Gandawie.
Z powodzeniem uprawiał też gimnastykę akrobatyczną, sportową oraz podnoszenie ciężarów. Zdobył w tych dyscyplinach kilkanaście medali Mistrzostw Polski i Akademickich Mistrzostw Polski.

### Kariera pedagogiczna
Po ukończeniu studiów w 1960 r. rozpoczął karierę pedagogiczną jako nauczyciel wychowania fizycznego w Szkole Podstawowej nr 2 w Zdzieszowicach. W 1974 r. zatrudnił się w Zespole Szkół Zawodowych przy Zakładach Koksochemicznych w Zdzieszowicach, gdzie pracował do przejścia na emeryturę w 1990 roku. Z uwagi na tradycje rodzinne, swój zawód traktuje jako najważniejsze powołanie. Jako nauczyciel, zadbał o dobre urządzenie i wyposażenie sal gimnastycznych w obydwu szkołach. Reprezentował filozofię, w myśl której każdy uczeń, niezależnie od warunków fizycznych, powinien na lekcjach w-fu posiąść umiejętności przydatne w późniejszym życiu. Z tego powodu ocenia nie wyniki, lecz postęp i zaangażowanie uczniów. Swoją metodykę pracy wyłożył w publikacji pt. Wybrane zagadnienia z organizacji i metodyki wychowania fizycznego pod red. Stanisława Szczepańskiego z 1985 roku. Zachęcał swoich podopiecznych do stawania w zawodach. Pod jego opieką, uczniowie Szkoły Podstawowej nr 2 reprezentowali województwo opolskie w finale krajowym czwórboju lekkoatletycznego oraz wygrali turniej wojewódzki w biegach narciarskich. Wraz z Zespołem Szkół Zawodowych trzykrotnie zdobywa I miejsce w konkursie krajowym Sport dla każdego. W 1983 r. jego podopieczni zajmują III miejsce w narciarskim Pucharze Polskim. Jego uczniowie co roku reprezentują szkołę w biegach ulicznych i maratonach narciarskich. Lippa trenował też sztangistów.
Po przejściu na emeryturę w 1990 r., zostaje dyplomowanym instruktorem narciarstwa biegowego i zjazdowego w Wydziale Wychowania Fizycznego i Rehabilitacji Politechniki Opolskiej, gdzie kształci przyszłych w-fistów.
Zmarł 19 września 2002 roku. Został pochowany w kw. 1A/6/16 cmentarza parafii św. Antoniego w Zdzieszowicach, tuż obok grobu swoich rodziców.

### Działalność sportowa i społeczna
W latach 1962–1975 był wizytatorem - metodykiem kultury fizycznej w  Powiatowym Ośrodku Metodycznym w Krapkowicach. W tym czasie był też sekretarzem Zarządu Powiatowego Szkolnego Związku Sportowego w Krapkowicach. W latach 70. był radnym Zdzieszowic. Ponadto był członkiem Stowarzyszenia Rodzin Katolickich i działaczem Caritasu w Zdzieszowicach. Był też członkiem rodzinnego chóru, kierowanego przez bratanicę, absolwentkę Akademii Muzycznej w Katowicach.
Marcin Lippa nie tylko kształcił sportowców, ale też organizował biegi narciarskie. Ponadto był inicjatorem biegu tradycyjnego upamiętniającego powstania śląskie między pomnikami na trasie Góra św. Anny - Zdzieszowice.

## Odznaczenia i upamiętnienie
Za swoją działalność społeczną, sportową i pedagogiczną został odznaczony m.in. Złotym Krzyżem Zasługi, Odznaką „Zasłużony Działacz Kultury Fizycznej”, Nagrodą I Stopnia Ministra Oświaty i Wychowania (dwukrotnie) oraz złotymi odznakami Akademickiego Związku Sportowego, Polskiego Związku Towarzystw Wioślarskich i Polskiego Związku Podnoszenia Ciężarów. 31 maja 2002 r. podczas obchodów 40-lecia praw miejskich, wpisanych w Dni Zdzieszowic, nadano mu odznakę „Zasłużony dla Miasta i Gminy”. Lippa nie pojawił się na uroczystości z powodu złego stanu zdrowia. Odznaczenie w jego imieniu odebrała żona, która sama także została tego dnia odznaczona.
W latach 2016 i 2017 zorganizowano w Zdzieszowicach półmaraton - Memoriał Marcina Lippy.

## Życie prywatne
Jego żona Krystyna Lippa (ur. 1942) jest emerytowaną nauczycielką i działaczką społeczną związaną ze Zdzieszowicami. Jest działaczką zdzieszowickiego oddziału Caritas, w przeszłości była jego szefową. Organizowała liczne przedsięwzięcia na rzecz osób starszych, schorowanych i samotnych. Prowadziła też chór szkolny i drużynę harcerską. W wyborach samorządowych w 2002 roku została wybrana radną Zdzieszowic z ramienia Komitetu Wyborczego Mniejszości Niemieckiej. W wyborach w 2006 roku nie uzyskała reelekcji. Za jej działalność nadano jej odznakę „Zasłużona dla Miasta i Gminy”. Rodzinne tradycje kontynuuje syn pary, Grzegorz Lippa (ur. 1978), nauczyciel wychowania fizycznego, działacz sportowy, zawodnik klubów Mosiądz Zdzieszowice i Ludowego Uczniowskiego Klubu Sportowego „Azymek” Zdzieszowice w biegach tradycyjnych i biegach na orientację. Synem Marcina i Krystyny jest też ks. Wojciech Lippa (ur. 1975), historyk sztuki, wikariusz biskupi ds. Kultu Bożego i Dyscypliny Sakramentów, Inspektor Ochrony Danych i kanclerz Kurii Diecezji Opolskiej.